# Карл Гогенцоллерн-Хайгерлохский
Карл (1588, Хайгерлох — 9 марта 1634, Иберлинген) — 3-й граф Гогенцоллерн-Хайгерлохский (1620—1634).

## Биография
Карл был младшим сыном графа Кристофа (1552—1592) от брака с баронессой Катариной фон Вельшперг (ум. после 1608).
После ранней смерти своего отца Карл воспитывался своими дядями, графами Эйтелем Фридрихом IV Гогенцоллерн-Гехингеном и Карлом II Гогенцоллерн-Зигмарингеном. После завершения своего образования избрал для себя военную карьеру.
В 1620 году после смерти своего бездетного старшего брата Иоганна Кристофа Карл унаследовал титул графа Гогенцоллерн-Хайгерлоха.
25 марта 1618 года в Хайгерлохе женился на графине Розамунде фон Остенбург (ум. 1636), от брака с которой не имел детей.
В январе 1633 года в разгар Тридцатилетней войны шведская армия захватили Хайгерлох, откуда граф Карл с приближенными бежал в Замок Гогенцоллерн. Вскоре шведы заняли и замок Гогенцоллерн. Граф Карл бежал и нашел имперскую армию и Иберлингене, где он безуспешно пытался уговорить её командиров помочь ему вернуть свой замок.
9 марта 1634 года граф Карл Гогенцоллерн-Хайгерлох скончался в Иберлингене. После смерти бездетного Карла графство Гогенцоллерн-Хайгерлох было включено в состав княжества Гогенцоллерн-Зигмаринген.